# Selachochthonius heterodentatus
Espèce
Synonymes
- Chthoniella heterodentata Beier, 1955

Selachochthonius heterodentatus est une espèce de pseudoscorpions de la famille des Pseudotyrannochthoniidae.

## Distribution
Cette espèce est endémique d'Afrique du Sud.

## Publication originale
- Beier, 1955 : Pseudoscorpionidea. South African animal life. Results of the Lund Expedition in 1950-1951, Almquist and Wiksell, Stockholm, vol. 1, p. 263-328.